# Козлув (Ґарволінський повіт)
Козлув (пол. Kozłów) — село в Польщі, у гміні Парисув Ґарволінського повіту Мазовецького воєводства.
Населення — 245 осіб (2011).
У 1975-1998 роках село належало до Седлецького воєводства.

## Демографія
Демографічна структура станом на 31 березня 2011 року:
|          | Загалом | Допрацездатний вік | Працездатний вік | Постпрацездатний вік |
| -------- | ------- | ------------------ | ---------------- | -------------------- |
| Чоловіки | 119     | 25                 | 74               | 20                   |
| Жінки    | 126     | 33                 | 55               | 38                   |
| Разом    | 245     | 58                 | 129              | 58                   |